# Eragrostis chapelieri
Eragrostis chapelieri là một loài thực vật có hoa trong họ Hòa thảo. Loài này được (Kunth) Nees mô tả khoa học đầu tiên năm 1841.